# Battaglia di Mailberg
La battaglia di Mailberg ebbe luogo il 12 maggio 1082 e vide scontrarsi Vratislao II di Boemia e Leopoldo II di Babenberg.